# Psaume 43 (42)
Le psaume 43 (42 selon la numérotation grecque) est attribué à David comme la plupart des psaumes. Il constitue la suite de la supplication du psaume 42.

## Texte
| verset | original hébreu                                                                | traduction française de Louis Segond                                                                                                  | Vulgate latine |
| ------ | ------------------------------------------------------------------------------ | --- | --- |
| 1      | שָׁפְטֵנִי אֱלֹהִים, וְרִיבָה רִיבִי-- מִגּוֹי לֹא-חָסִיד;מֵאִישׁ מִרְמָה וְעַוְלָה תְפַלְּטֵנִי                  | Rends-moi justice, ô Dieu, défends ma cause contre une nation infidèle ! Délivre-moi des hommes de fraude et d’iniquité !             | Iudica me Deus et discerne causam meam de gente non sancta ab homine iniquo et doloso erue me                                   |
| 2      | כִּי-אַתָּה, אֱלֹהֵי מָעוּזִּי-- לָמָה זְנַחְתָּנִי:לָמָּה-קֹדֵר אֶתְהַלֵּךְ, בְּלַחַץ אוֹיֵב                       | Toi, mon Dieu protecteur, pourquoi me repousses-tu ? Pourquoi dois-je marcher dans la tristesse, sous l’oppression de l’ennemi ?      | Quia tu es Deus fortitudo mea quare me reppulisti quare tristis incedo dum adfligit me inimicus                                 |
| 3      | שְׁלַח-אוֹרְךָ וַאֲמִתְּךָ, הֵמָּה יַנְחוּנִי;יְבִיאוּנִי אֶל-הַר-קָדְשְׁךָ, וְאֶל-מִשְׁכְּנוֹתֶיךָ                    | Envoie ta lumière et ta fidélité ! Qu’elles me guident, qu’elles me conduisent à ta montagne sainte et à tes demeures !               | Emitte lucem tuam et veritatem tuam ipsa me deduxerunt et adduxerunt in montem sanctum tuum et in tabernacula tua               |
| 4      | וְאָבוֹאָה, אֶל-מִזְבַּח אֱלֹהִים-- אֶל-אֵל, שִׂמְחַת גִּילִי:וְאוֹדְךָ בְכִנּוֹר-- אֱלֹהִים אֱלֹהָי              | J’irai vers l’autel de Dieu, de Dieu, ma joie et mon allégresse, et je te célébrerai sur la harpe, ô Dieu, mon Dieu !                 | Et introibo ad altare Dei ad Deum qui laetificat iuventutem meam confitebor tibi in cithara Deus Deus meus                      |
| 5      | מַה-תִּשְׁתּוֹחֲחִי, נַפְשִׁי-- וּמַה-תֶּהֱמִי עָלָי:הוֹחִילִי לֵאלֹהִים, כִּי-עוֹד אוֹדֶנּוּ-- יְשׁוּעֹת פָּנַי, וֵאלֹהָי | Pourquoi t’abats-tu, mon âme, et gémis-tu au dedans de moi ? Espère en Dieu, car je le louerai encore ; il est mon salut et mon Dieu. | Quare tristis es anima mea et quare conturbas me spera in Deum quoniam adhuc; confitebor illi salutare vultus mei et; Deus meus |

## Usages liturgiques

### Dans le christianisme

#### Chez les catholiques

##### Dans la liturgie des heures
Ce psaume était traditionnellement récité ou chanté, à partir de la règle de saint Benoît fixée vers 530, lors de l'office aux laudes du mardi, à la suite du psaume 50 (51). Selon sa valeur liturgique, saint Benoît de Nursie choisit particulièrement celui-ci pour la célébration solennelle de laudes (chapitre XIII).  
Dans la liturgie des Heures actuelle, le psaume 43 est récité ou chanté encore aux laudes du mardi de la deuxième semaine.

##### À la messe
Dans le rite tridentin, le psaume 43 est récité par le prêtre au début des prières au bas de l'autel,.

## Mise en musique
- Michel-Richard de Lalande écrit un grand motet (S.38) pour ce psaume en 1693.
- Felix Mendelssohn a intégré ce psaume (en allemand : Richte mich, Gott) dans ses Trois Psaumes (Op. 78) composés en 1843.

## Voir aussi

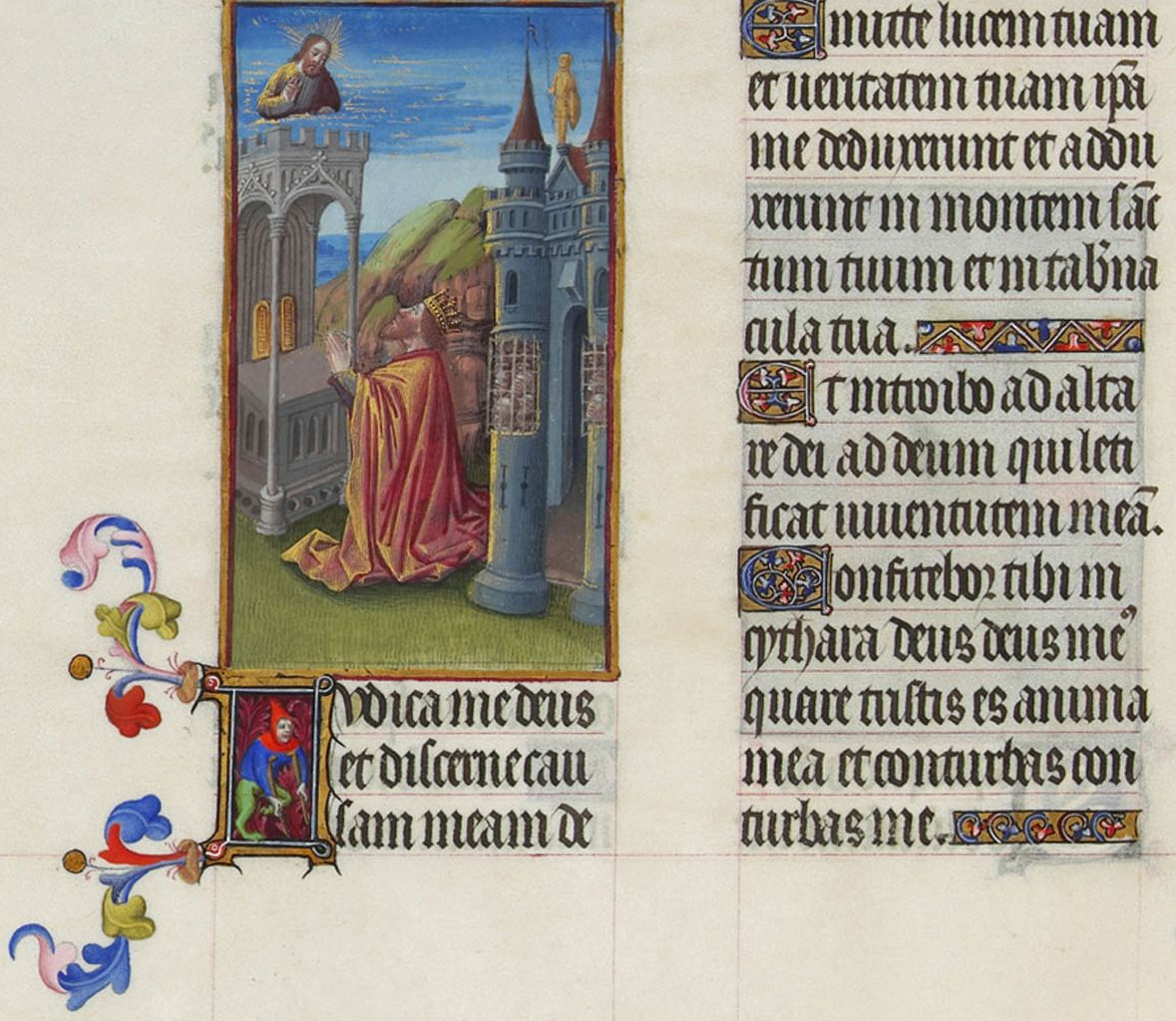
Miniature illustrant le psaume 43, Complainte du Lévite exilé, dans Les Très Riches Heures du duc de Berry, musée Condé, ms.65, f.61v. David priant Dieu devant les tables de la loi pour la libération d'un prisonnier.